# Patrick Walliser
Patrick Walliser (* 1951 in Aberdeen) ist ein Schweizer Musiker und war ab 1992 Professor für Partitur- und Klavierauszugspiel an der UdK Berlin.

## Leben
Patrick Walliser verbrachte seine frühe Kindheit in Schottland, Nordirland und Südengland, seine Schulzeit mit Klavierunterricht und musikalischen Grundfächern in Baden-Württemberg. 1974 erhielt er ein Diplom an der Schule für Eurythmische Art und Kunst Reisinger Berlin. Von 1974 bis 1978 absolvierte er ein Dirigentenstudium an der Hochschule der Künste Berlin bei Hans-Martin Rabenstein.
Anschließend war er bis 1980 Solo-Repetitor an den Bühnen Kiel und hatte seine erste Dirigier-Erfolge mit Hänsel und Gretel. Am Theater Ulm war er von 1980 bis 1983 Studienleiter, Kapellmeister und Assistent des Generalmusikdirektors. Während dieser Zeit dirigierte er zwölf Repertoirestücke des Musiktheaters. Ebenfalls erhielt er Unterweisung in Liedbegleitung bei Irwin Gage sowie in Rezitativspiel bei Johann Sonnleitner. 
Von 1983 bis 1992 war Walliser Solo-Repetitor an der Deutschen Oper Berlin mit Schwerpunkt Wagner, Strauss und Moderne (Uraufführungen). Zudem arbeitete er 1987/1988 als Assistent von Gary Bertini in Frankfurt am Main und 1990 bis 1994 als Assistent von Giuseppe Sinopoli in Berlin, Rom, Taormina und Mailand. Von 1992 bis zum Eintritt in den Ruhestand war er Professor für Partitur- und Klavierauszugspiel an der UdK Berlin. Er veranstaltete von 1993 bis 2003 Liederabende und Chansonprogramme und veröffentlichte CDs. 
Walliser arbeitete 2001 bis 2006 zudem als Pianist und Coach an der Komischen Oper Berlin. 2003 bis 2006 war er Co-Dirigent von Johannes Kalitzke beim Steirischen Herbst/Opéra Bastille, an der Staatsoper Unter den Linden und am Theater an der Wien (Uraufführungen von Bernhard Lang und Hans Zender). Seit 2000 tritt er als Pianist in den großen Berliner Orchestern und an der Deutschen Oper Berlin sowie als Cembalist (Generalbass) im Kammerorchester Berlin auf. Weiterhin arbeitet er mit verschiedenen Sängern.
Walliser gewann 2018 im Rahmen des Festivals Europäische Kirchenmusik in Schwäbisch Gmünd den Kompositionswettbewerb Zeitgenössische Geistliche Musik.

## Auftritte
- 1986: Bayreuther Jugendfestspieltreffen `86 – musikalische Leitung Don Sanche (Liszt)
- 1988: Spielen der Produktion Ring in Nizza unter Berislav Klobučar
- 1984/1988: Betreuung Uraufführungen in Schwetzingen (DOB/Frankfurter Oper)
- 1989: Gastspiel Ring der DOB in Washington, D.C.
- 1989: Arbeiten in Bayreuth: Ring/Tannhäuser
- 1992: Dirigieren von Faust (Gounod) in Wiesbaden
- 1993: Touren als Dirigent mit Zauberflöte; als Solo-Pianist in Revuen und Meisterklasse
- 1994: Dirigent von My Fair Lady am Deutschen Theater München
- 2002: Walzerfolgen mit Chansoneinlagen als Dirigent an der Hofburg Wien